# ヘレン・ジョナス・ローゼンツヴァイク
ヘレン・ジョナス・ローゼンツヴァイク (Helen Jonas-Rosenzweig、出生名ヘレナ・スターンリヒト Helena Sternlicht) は、第二次世界大戦下、クラクフ・プワシュフ強制収容所でSS将校であるアーモン・ゲートの屋敷でメイドとして働いていたユダヤ系ポーランド人女性。
同じくゲートの屋敷で働いていたメイドにヘレーナ・ヒルシュがいる。多くのユダヤ人をホロコーストから救った実業家、オスカー・シンドラーの助力でホロコーストを生き延びた者として有名。また彼女の記述の多くが、小説・映画でメディア化されたシンドラーのリストで表現されている。
ヘレン・ジョナス・ローゼンツヴァイクという名は後述するように後年のもので、第二次世界大戦渦中はヘレナ・スターンリヒトであったが、ここでは便宜上ヘレン・ジョナス・ローゼンツヴァイクで通す。Moll.

## 生涯

### 出生

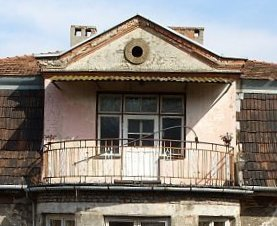
プワシュフにあるアーモン・ゲートの家のバルコニー。ヘレン・ヨナス＝ローゼンツヴァイクによれば、ここから囚人を撃っていたという。その後、人間狩りのために外に出て、チロリアンハットを目印にした。それは、慣れた囚人たちが隠れようとする合図だった。

ポーランドのクラクフに生まれる。ユダヤ系家族の末っ子で、ブロニスワとシドニアという姉がいた。比較的幸せな生活を送っていたが、1939年9月、ナチス・ドイツ軍によるポーランド侵攻によりクラクフのゲットーへの移住を余儀なくされた。

### クラクフ・プワシュフ強制収容所
1942年、ゲットーからクラクフ・プワシュフ強制収容所へ移送された。その際、父親のみベウジェツ強制収容所に送られている。
当初、ヘレンは兵舎の掃除役をしていたが、当時同収容所の所長であったアーモン・ゲートに見出され、ほどなく敷地内にあるゲートの屋敷でメイドとして働くこととなった。この時、ヘレーナ・ヒルシュと出会っている。2人のメイドは奇しくも同じヘレンであったため、ゲートはヘレーナ・ヒルシュのことを〝レナ〟、ヘレン・ジョナス・ローゼンツヴァイクのことを〝スザンナ〟と呼び区別していたという。
約2年間のゲートの屋敷での仕事は、常に恐怖と苦痛が付きまとっていた。強烈なサディズムを有するゲートが屋敷のバルコニーからユダヤ人収容者を狙撃したり、些細な理由で処刑を命じたりするのを日常的に目の当たりにしていた。また、レナとともに暴力を振るわれることも多々あった。
また、強制収容所内にはレジスタンスグループがあり、その中にアダム・スタブというヘレンのボーイフレンドがいた。しかしほどなくレジスタンス活動がゲートの知るところとなる。ゲートはわざとヘレンに「アダム・スタブを射殺する」と告げ、その言葉を聞いたヘレンは「間違いなく自分も殺される」と死を覚悟する。結果的にゲートはヘレンを殺すことはしなかったが、アダムは射殺され他の囚人達の見せしめのために曝されることとなった。

### オスカー・シンドラーとの出会い
ゲートの日常的な暴力行為に怯え、恋人が殺されるという壮絶な環境の中でもヘレンは気丈にメイドを務めていた。
ゲートの屋敷にはしばしば彼の親友であるオスカー・シンドラーが訪れていた。オスカーは折を見ては2人のヘレンに「古代ユダヤ人が解放（出エジプト）されたように、君たちにもその日が来る」と励まし続けた。
1944年9月、ゲートがユダヤ人の財産の横領を理由に逮捕・罷免される。その年の年末、ソビエト赤軍の侵攻によりプワシュフ強制収容所はじめ、各地の強制収容所を閉鎖し収容者は絶滅収容所に送られる方針となる。シンドラーは「チェコのブルニェネツ（ブリュンリッツ）の工場に労働力が必要だ」と主張し、同収容所から800もの収容者を"労働力"として保護する。その際、ヘレンと姉のブロニスワ、シドニアもリストに掲載されシンドラーの経営するブルニェネツの工場に送られることになった。残念ながらこの時までに、ヘレンの母親は肺炎のために亡くなっている。
本来であれば男性収容者同様ブルニェネツまで送られる予定であったが、へレーナはじめ300人もの女性労働者は60km離れたアウシュヴィッツ強制収容所に移送されるという苦難に見舞われる。ここでもシンドラーは必死にナチスと交渉し、彼女らは救出されブリュンリッツに到着した。
以降、ドイツの敗戦までシンドラーの保護下で安全に過ごす。

### 戦後の生活
ナチス・ドイツの敗戦後、ヘレンはアーモン・ゲートの裁判でその蛮行について証言し、ゲートは処刑されることとなった。
また敗戦に伴いブルニェネツの工場から解放された後、最初の夫であるジョセフ・ジョナスと結婚する。夫婦とその家族は1946年にアメリカに渡り、ブロンクスで生活を送ることとなった。
1人の息子と双子の娘の3人に恵まれ平穏な生活を送れていたかに思ったヘレンだったが、夫のジョセフがホロコースト生存の罪悪感から自殺してしまったのである。
その後、慈善活動家・実業家のヘンリー・ローゼンツヴァイクと再婚する（ヘレン・ジョナス・ローゼンツヴァイクとなったのはこの時である）。しかし2007年、ヘンリーは亡くなり再度未亡人となった。
2018年12月、フロリダのボカラトンでその生涯を終えた。

## 活動・証言
2004年、アーモン・ゲートの娘であるモニカ・ヘルトヴィヒからクラクフ・プワシュフ強制収容所での生活の証言を依頼される。モニカが父やホロコーストと向き合う内容のドキュメンタリー映画『Inheritance』作成のためであった。
同収容所での生活はヘレンにとってトラウマになるほどの辛いものであったため、当初は証言を躊躇していた。しかし、モニカの「私たちは（ホロコーストで）殺害された人たちのために活動しなければいけないのです」という言葉に感銘を受け、証言を決断した。
その後、『Inheritance』やスティーブン・スピルバーグが作成した映画『シンドラーのリスト』にも協力しているほか、収容所やホロコースト下での生活について数々の証言を残している。